# Robert Garrison
Robert Garrison (1872 – 1930) foi um ator alemão da era do cinema mudo. Robert nasceu em Brodnica, Polônia.

## Filmografia selecionada
- 1911: Ein mutiges Alter
- 1911: Tragödie eines Streiks
- 1911: Künstlerliebe
- 1911: Ein Fehltritt
- 1911: Das gefährliche Alter
- 1924: Michael
- 1929: Der Teufelsreporter
- 1929: Die Frau ohne Nerven
- 1929: Rivalen im Weltrekord
- 1930: Gehetzte Menschen